# UFC 76
UFC 76: Knockout è stato un evento di arti marziali miste tenuto dalla Ultimate Fighting Championship il 22 settembre 2007 all'Honda Center di Anaheim, Stati Uniti d'America.

## Retroscena
Inizialmente Chuck Liddell avrebbe dovuto affrontare Wanderlei Silva, ma poi il main match venne cambiato e Silva venne sostituito con Keith Jardine.
L'incontro tra Jason Lambert e Wilson Gouveia venne cancellato a causa di un infortunio capitato a quest'ultimo.
L'evento vide l'esordio in UFC della stella della Pride e futuro campione dei pesi mediomassimi Mauricio Rua.
Al termine dell'incontro perso contro Lyoto Machida il lottatore giapponese Kazuhiro Nakamura venne trovato positivo all'utilizzo di marijuana.

## Risultati

### Card preliminare
- Incontro categoria Pesi Leggeri:  Matt Wiman contro  Michihiro Omigawa

Wiman sconfisse Omigawa per decisione unanime (30–27, 29–28, 29–28).
- Incontro categoria Pesi Massimi:  Christian Wellisch contro  Scott Junk

Wellisch sconfisse Junk per sottomissione (heel hook) a 3:19 del primo round.
- Incontro categoria Pesi Leggeri:  Jeremy Stephens contro  Diego Saraiva

Stephens sconfisse Saraiva per decisione unanime (30–27, 30–27, 30–27).
- Incontro categoria Catchweight:  Rich Clementi contro  Anthony Johnson

Clementi sconfisse Johnson per sottomissione (strangolamento da dietro) a 3:05 del secondo round.

### Card principale
- Incontro categoria Pesi Leggeri:  Tyson Griffin contro  Thiago Tavares

Griffin sconfisse Tavares per decisione unanime (29–28, 30–27, 29–28).
- Incontro categoria Pesi Mediomassimi:  Lyoto Machida contro  Kazuhiro Nakamura

Machida sconfisse Nakamura per decisione unanime (30–27, 30–27, 30–27).
- Incontro categoria Pesi Welter:  Diego Sanchez contro  Jon Fitch

Fitch sconfisse Sanchez per decisione divisa (30–27, 28–29, 29–28).
- Incontro categoria Pesi Mediomassimi:  Mauricio Rua contro  Forrest Griffin

Griffin sconfisse Rua per sottomissione (strangolamento da dietro) a 4:45 del terzo round.
- Incontro categoria Pesi Mediomassimi:  Chuck Liddell contro  Keith Jardine

Jardine sconfisse Liddell per decisione divisa (29–28, 29–28, 28–29).

## Premi
Ai vincitori sono stati assegnati 40.000$ per i seguenti premi:
- Fight of the Night:  Tyson Griffin contro  Thiago Tavares
- Knockout of the Night: nessun incontro terminò per KO
- Submission of the Night:  Forrest Griffin